# Virus de la rougeole
Morbillivirus hominis
Espèce
Synonymes
- Measles morbillivirus (ICTV, 2016)
- Measles virus (ICTV, 1975)

Le virus de la rougeole (MV, pour l'anglais measles virus), de nom scientifique Morbillivirus hominis, est un virus de la famille des Paramyxoviridae (genre Morbillivirus). Très contagieux, il est à l'origine de rougeoles mais aussi d'encéphalites, parfois mortelles. Tout n'est pas connu à son sujet, notamment les récepteurs cellulaires qu'il cible. Les recherches se poursuivent afin de trouver de meilleurs vaccins contre ce virus. 

## Description
C’est un virus à ARN.
Ce virus est rapidement inactivé par la chaleur (30 min à 56 °C) ou la lumière (ultraviolets). Il  n'est plus infectieux après trente-six heures d'exposition à l'air libre. De plus, il est sensible à de nombreux désinfectants (l'éthanol à 70 % par exemple).
Le virion mesure de 100 à 300 nm et est entouré d'une enveloppe lipidique.

## Gènes
Le virus comporte six gènes dénommées : F, H, L, M, N et P :
- M matrice ;
- N nucléocapside ;
- P phospholipide ;
- L large ;
- H haemagglutinine ;
- F fusion.

## Liste des sous-taxons
Selon NCBI (25 mai 2010) :
- Measles virus Calgary/CAN/40.01
- Measles virus genotypes and isolates
- Measles virus strain AIK-C
- Measles virus strain Biken
- Measles virus strain Edmonston
- Measles virus strain Halle
- Measles virus strain HU2
- Measles virus strain IP-3-CA
- Measles virus strain Leningrad-16
- Measles virus strain Moraten
- Measles virus strain Philadelphia-26
- Measles virus strain Rubeovax
- Measles virus strain Schwarz
- Measles virus strain Shanghai-191 vaccine
- Measles virus strain Yamagata-1
- Measles virus type N

## Composantes du virus
Le MV est un virus possédant une enveloppe faite d’une double couche de lipides qui entoure une nucléocapside à symétrie hélicoïdale. Son diamètre varie entre 120 et 300 nm.

### Génome
Son génome est un brin d’ARN négatif non segmenté composé de 15 894 nucléotides formant 6 gènes qui codent au moins 8 protéines différentes. Un seul promoteur est présent dans le génome et se trouve à l’extrémité 3’. Il a une longueur de 56 nucléotides. À l’autre extrémité se trouve le terminateur d’une longueur de 40 nucléotides. Chaque gène est séparé du suivant par 3 nucléotides qui ne sont pas transcrits lors de la transcription. 
Sur le brin positif, l’ordre des 6 gènes est le suivant : N - P/V/C - M - F - H - L ; chaque lettre représentant une protéine. Dans le cas du deuxième gène deux phénomènes se produisent entraînant la production d'au moins trois protéines :
- une initiation alternative de traduction de l'ARN messager conduit à la production de la protéine P ou C[6]
- une édition de l'ARN messager - par ajout de G par l'ARN polymérase entraînant un changement de cadre de lecture - conduit à la production de la protéine V[7]

### Protéines virales

#### Nucléoprotéine (N)
La nucléoprotéine est composée de 525 acides aminés. C'est la protéine la plus abondante dans le virus. Elle forme la nucléocapside en se liant tout le long de l'ARN génomique. Elle interagit aussi avec la phosphoprotéine (P), soit à l'état de monomère soluble, soit à l'état de nucléocapside.
Elle est constituée de deux domaines :
- un domaine structuré N-terminal d'environ 400 résidus qui contient le domaine de liaison à l'ARN. Ce domaine peut se lier à P lorsque N n'est pas liée à l'ARN
- un domaine non structuré d'une centaine de résidus en C-terminal qui contient un site de liaison à P accessible dans le contexte de la nucléocapside

#### Phosphoprotéine (P)
La phosphoprotéine est une protéine de 507 acides aminés qui correspond au produit de traduction le plus long du deuxième gène. Dans le virus, cette protéine a deux rôles : un rôle de chaperonne pour garder N sous forme monomérique et l’empêcher de lier de l'ARN et un rôle de cofacteur de l'ARN polymérase. Dans ce dernier cas, P interagit à la fois avec la nucléocapside et avec l'ARN polymérase.
P est une protéine tétramérique, elle est composée de deux domaines structurés :
- un domaine central d'environ 80 résidus qui permet sa tétramérisation[11] et qui semble aussi contenir le site de liaison à l'ARN polymérase[12]
- un domaine C-terminal d'une quarantaine de résidus responsable de l'interaction avec le domaine C-terminal non structuré de N dans le contexte de la nucléocapside[13]

Entre ces domaines structurés, P possède des régions désordonnées aussi responsables d'interactions. Les 300 premiers résidus contiennent le deuxième site de liaison à N (rôle de chaperonne) mais aussi un site d'interaction avec la protéine STAT1,.

#### Protéine V
Protéine V : La principale fonction de cette protéine est de bloquer la réponse immunitaire innée de l’hôte et ainsi permettre la propagation du virus. Elle se lie à l’hélicase MDA-5, une protéine activant la production d’interféron β, et l’inhibe. Elle interagit également avec Jak1 et STAT1, 2 protéines présentes dans la signalisation induites par le récepteur d’interférons de type 1. Elle bloque donc les voies de signalisation cellulaire en lien avec les interférons. 

#### Protéine C
Protéine C : Tout comme V, cette protéine inhibe la voie des interférons une fois le virus entré dans une cellule hôte. En plus de cela, elle joue un rôle dans l’infectiosité du virus.

#### Protéine de matrice (M)
Protéine de matrice M : Cette protéine hydrophobe recouvre la surface interne de l’enveloppe du virus. Elle n’est pas une partie intégrante de l’enveloppe, mais elle y est reliée. Elle est aussi reliée au complexe RNP, permettant ainsi le maintien de la structure du virus. 

#### Protéine de fusion (F)
Protéine de fusion F : C’est la protéine qui permet de faire fusionner l’enveloppe du virus avec la membrane de la cellule. Son peptide de fusion se trouve dans sa partie N-terminale. C’est cette protéine qui est également responsable de la formation des cellules de Warthin-Finkeldey, cellules géantes retrouvées lors d’un cas de rougeole. En effet, les protéines de fusion sont exprimées à la surface des cellules infectées, permettant à celles-ci de s’associer à leurs cellules voisines pour former des syncitia. La protéine F se retrouve sous forme trimérique à la surface du virus. Elle est d’abord synthétisée sous une forme inactive appelée F0. C’est la furine protéase d’une cellule hôte qui peut l’activer, donnant 2 sous-unités, F1 et F2, liées entre elles par un pont disulfure. 

#### Protéine d'adhésion (H)
Hémagglutinine H : L’hémagglutinine est une glycoprotéine qui permet d’attacher le virus à la cellule cible en reconnaissant un récepteur particulier. Elle est retrouvée  sous forme dimérique pouvant former des tétramères à la surface du virus. Selon certaines études, sa liaison avec un récepteur cellulaire entrainerait une modification de la forme d’une protéine de fusion adjacente qui libèrerait alors son peptide de fusion hydrophobe et pourrait l’insérer dans la membrane cellulaire. 

#### ARN polymérase ARN dépendante (L)
Protéine large L : Cette protéine forme avec la protéine P l’ARN polymérase ARN-dépendant faisant partie du complexe de transcription. C’est elle qui assure les fonctions d’une polymérase comme la transcription, la réplication, l’ajout de la coiffe et de la queue poly A à l’ARNm. 

### Nucléocapside

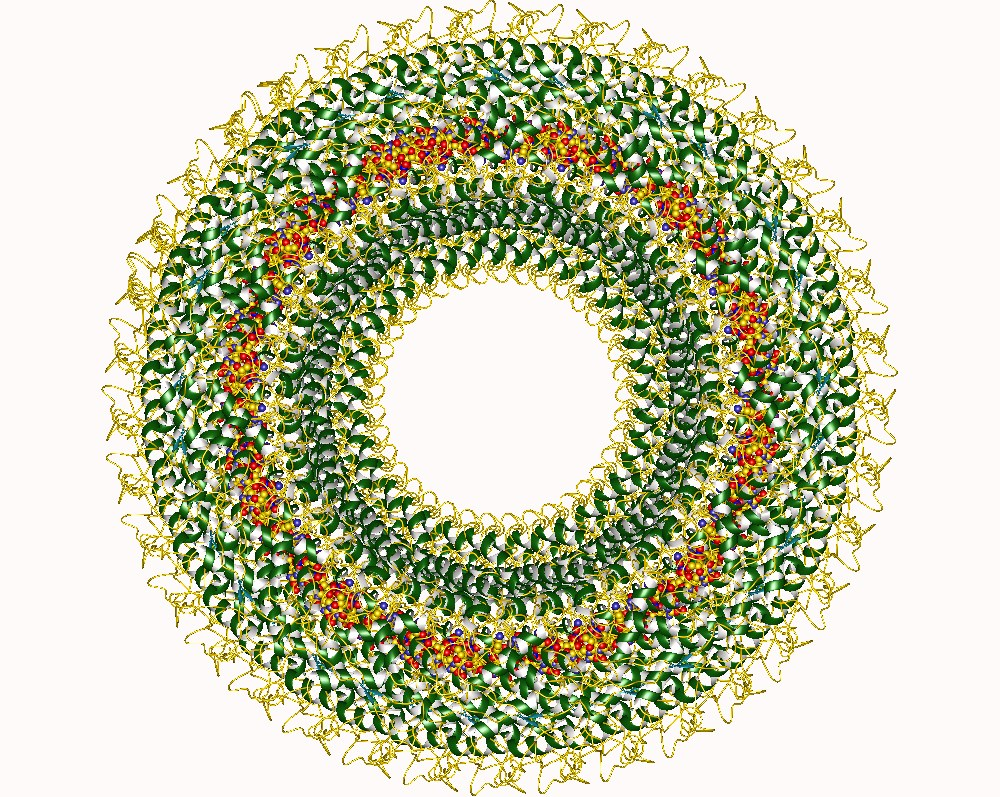
Nucléocapside du virus de la rougeole vue de dessus.

## Tropisme
Le MV pénètre dans l’organisme par le système respiratoire. Il se réplique d’abord dans les cellules immunitaires (macrophages alvéolaires et cellules dendritiques) résidant dans les muqueuses respiratoires. Ces cellules infectées se rendent ensuite vers les ganglions lymphatiques, où elles transmettent le virus aux lymphocytes et les monocytes présents. L’infection se répand ensuite dans  les organes lymphoïdes secondaires. Aux stages tardifs de l'infection, un grand nombre de cellules immunitaires infectées circulent dans l'organisme et transmettent le virus aux cellules épithéliales de l'appareil respiratoire.
Contrairement aux autres paramyxovirus, les morbillivirus n’utilisent pas l’acide sialique comme récepteur. C’est pourquoi ils n’ont pas besoin de neuraminidase à leur surface, une protéine qui sert à briser les acides sialiques. Les souches sauvages du virus de la rougeole utilisent les récepteurs SLAM et Nectine-4; les souches vaccinales peuvent aussi utiliser le récepteur CD46.
- CD46 : Ce récepteur se retrouve sur toutes les cellules nucléées. Cette molécule joue un rôle dans la régulation du complément. En fait, elle inhibe l’action du complément en inactivant les composantes C3b et C4b. Elle empêche donc la lyse de la cellule par le système du complément. La liaison du récepteur CD46 avec l’hémagglutinine trouvée à la surface du virus ou à la surface d’une cellule infectée entraine l’internalisation du récepteur. Il s’ensuit alors une fusion des membranes soit du virus et de la cellule cible, soit d’une cellule infectée et d’une cellule avoisinante. Il arrive aussi que les particules virales entrent dans la cellule par endocytose médiée par CD46. Une fois la protéine CD46 à l’intérieur de la cellule, elle perd sa fonction, rendant la cellule vulnérable à la lyse par le complément. Cependant, selon des études, ce récepteur serait très peu utilisé in vivo par le virus.
- CD150 : Cette protéine se retrouve à la surface des cellules NK et des lymphocytes ainsi que sur les cellules dendritiques et les monocytes activés. Une SAP (SLAM-associated protein) peut se lier à la portion cytoplasmique de ce récepteur lorsque celui-ci est activé. Cela déclenche une cascade de signalisation menant à la production d’IL-4 et d’IL-13 par les lymphocytes Th et la production d’IL-12 par les macrophages. C’est le récepteur permettant la réplication du virus dans les cellules du système immunitaire.
- Nectine-4, ou PVRL4 (Poliovirus Receptor-Related Like 4): cette protéine est principalement exprimée à la surface basolatérale des cellules épithéliales du système respiratoire où elle intervient dans la formation des jonctions adhérentes. C'est le récepteur permettant la réplication du virus dans les cellules de l'appareil respiratoire.

## Cycle de réplication
La réplication du virus de la rougeole se fait comme celle de tous les virus à génome ARN négatif. Cependant, des études ont montré que le noyau aurait peut-être un rôle à jouer, mais des recherches restent encore à faire à ce sujet. Les méthodes utilisées par le virus pour détourner les composants cellulaires à leur profit et leur permettre de s’assembler et de sortir de la cellule ne sont pas encore connus. 
L’entrée du virus de la rougeole peut se faire soit par fusion (la plupart du temps), soit par endocytose. Si c’est par endocytose, une étape de plus s’ajoute au cycle. Une protéine présente dans la membrane de l’endosome doit d’abord faire entrer des ions H+ dans l’endosome pour que le milieu devienne acide. Cela induit un changement dans la forme des protéines transmembranaires virales, permettant la fusion de l’enveloppe avec la membrane cellulaire. La nucléocapside est alors libérée dans le cytoplasme. 
Après l’entrée du virus dans la cellule, le complexe RNP commence la transcription primaire, c'est-à-dire la formation des ARNm (+) de chacune des protéines à partir du génome ARN ‒. Il utilise les ribonucléosides présents dans le cytosol de la cellule hôte. La polymérase se fixe à l’extrémité 3’ du génome négatif et débute la transcription du premier gène, soit N. À la fin, elle ajoute une queue poly A au gène et commence la transcription du second gène, soit P/V/C. Or, le passage au gène suivant ne se fait pas à chaque fois. La polymérase peut arrêter sa transcription à n’importe quel gène. C’est pourquoi la protéine N est la plus nombreuse et la protéine L est la moins nombreuse dans le virus. Les protéines sont par la suite synthétisées par les ribosomes cellulaires. Les glycoprotéines de l’enveloppe sont synthétisées à partir des ribosomes du réticulum endoplasmique et sont transportées jusqu’à la membrane cellulaire en passant par l’appareil de Golgi. Les autres protéines sont produites dans le cytosol. Le génome peut ensuite être répliqué en antigénome positif. C’est cet antigénome qui sert de matrice pour la synthèse de plusieurs copies du génome du virus.
Les nouveaux génomes s’assemblent avec les protéines N, L et P pour former les nucléocapsides. Celles-ci vont ensuite vers la membrane cellulaire pour se lier sur le domaine cytosolique des protéines d’enveloppe transmembranaires du virus. La membrane se replie et la particule virale est libérée par bourgeonnement.

## Animaux sensibles
L’inoculation de souches sauvages au singe produit une infection généralement bénigne, sauf chez le ouistiti qui peut développer une forme sévère .